# Serra dos Aimorés (miasto)
Serra dos Aimorés – miasto i gmina w Brazylii, w stanie Minas Gerais. Znajduje się w mikroregionie Nanuque.